# Длинная (река, впадает в Невское озеро)
Длинная — река на острове Сахалин. Длина реки — 56 км. Площадь водосборного бассейна — 202 км².
Берёт начало южнее горы Охотская Центрального хребта Восточно-Сахалинских гор. Течёт в общем юго-западном направлении, в верховьях — по горам. Среднее и нижнее течение проходит по заболоченной равнине. В приустьевой части лежит большое количество мелких озёр (озёра Источные по правому берегу и озёра Скученные по левому). Впадает в озеро Невское. Между Длинной и Кривой (притоком Рукутамы) расположено село Трудовое.
Протекает по территории Поронайского городского округа Сахалинской области.

## Данные водного реестра
По данным государственного водного реестра России относится к Амурскому бассейновому округу.
Код объекта в государственном водном реестре — 20050000212118300003259.